# Zanclopteryx punctiferata
Zanclopteryx punctiferata är en fjärilsart som beskrevs av Louis Beethoven Prout 1910. Zanclopteryx punctiferata ingår i släktet Zanclopteryx och familjen mätare. Inga underarter finns listade i Catalogue of Life.